# Юнацька збірна Греції з футболу (U-16)
Юнацька збірна Греції з футболу (U-16) — національна футбольна збірна Греції, що складається із гравців віком до 16 років. Керівництво командою здійснює Грецька федерація футболу. Збірна може брати участь у товариських і регіональних змаганнях.
Формує найближчий кадровий резерв для основної юнацької збірної, команди до 17 років, яка може кваліфікуватися на Юнацький чемпіонат Європи з футболу (U-17). До зміни формату юнацьких чемпіонатів Європи у 2001 році саме команда 16-річних функціонувала як одна з основних юнацьких збірних і боролася за право участі у відповідній континентальній юнацькій першості з футболу.

## Юнацький чемпіонат Європи U-16
| Рік    | Результат          |
| ------ | ------------------ |
| 1982   | Не кваліфікувались |
| 1984   | Не кваліфікувались |
| 1985   |                    |
| 1986   | Груповий етап      |
| 1987   | Груповий етап      |
| 1988   | Не кваліфікувались |
| 1989   | Груповий етап      |
| 1990   | Не кваліфікувались |
| 1991   |                    |
| 1992   | Не кваліфікувались |
| 1993   | Груповий етап      |
| 1994   | Не кваліфікувались |
| 1995   | Не кваліфікувались |
| 1996   | 4-те місце         |
| 1997   | Не кваліфікувались |
| 1998   | Чвертьфінал        |
| 1999   | Груповий етап      |
| 2000   | 4-те місце         |
| 2001   | Не кваліфікувались |
| Всього | 9/19               |